# Bitwa pod El Bruc
Tzw. bitwa pod El Bruc – dwie potyczki kolumn wojsk francuskich i ugrupowań hiszpańskich ochotników i najemników w czerwcu 1808 roku pod Barceloną w czasie trwania wojny w Hiszpanii.
Francuski oddział pod dowództwem generała Schwartza wyszedł z Barcelony 4 czerwca celem przebicia się z okrążenia, maszerując w kierunku na Saragossę-Lleidę. Silna burza poważnie opóźniła marsz kolumny, co dało czas na zmobilizowanie lokalnych sił katalońskich składających się z milicji z okolicznych wiosek, ochotników zwanych (somatén) oraz szwajcarskich i walońskich żołnierzy najemnych z dawnego barcelońskiego garnizonu. Hiszpanie, dowodzeni przez generała Frencha, rozstawili się 6 czerwca w okolicach miasteczka i przełęczy El Bruc.
Starcie zakończyło się zwycięstwem Hiszpanów, w wyniku czego Francuzi zostali zmuszeni do zawrócenia do Barcelony ze stratą około 300 ludzi i jednego działa.
Drugi francuski wypad w dniu 14 czerwca spowodował jedynie wzniecenie kilku pożarów w El Bruc i nieznaczne straty po obu stronach. Siły francuskie ponownie musiały zawrócić do miasta, którego nie opuściły do ofensywy armii cesarskiej w roku następnym.